# روتام
روتام (به انگلیسی: Wrotham) یک روستا و محله مدنی در بریتانیا است که در Tonbridge and Malling واقع شده‌است. ورثام ۱٬۸۱۵ نفر جمعیت دارد.